# Patrick Revelli
Patrick Revelli (født 22. juni 1951 i Mimet, Frankrig) er en fransk tidligere fodboldspiller (angriber).
Revellis karriere er primært associeret med hans 10 år hos Saint-Étienne, hvor han var en del af et hold, der på daværende tidspunkt var en absolut magtfaktor i fransk fodbold. Her var han med til at vinde fire franske mesterskaber, tre Coupe de France-titler, ligesom holdet nåede Mesterholdenes Europa Cup finale 1976, der dog blev tabt 1-0 til tyske Bayern München.
Senere i karrieren repræsenterede han Sochaux og Cannes.
Revelli spillede desuden fem kampe for det franske landshold. Den første var en venskabskamp mod Danmark 21. november 1973, den sidste en venskabskamp mod Vesttyskland 23. februar 1977. 

## Titler
Ligue 1
- 1970, 1974, 1975 og 1976 med Saint-Étienne

Coupe de France
- 1974, 1975 og 1977 med Saint-Étienne